# إلسي هيرش
إلسي هيرش (بالألمانية: Else Hirsch)‏ (29 يوليو 1889 - 1942 أو 1943) كانت معلمة يهودية في بوخوم بألمانيا ، وعضو في المقاومة الألمانية ضد ألمانيا النازية. نظَّمت عمليات نقل الأطفال اليهود إلى هولندا وإنجلترا ، وأنقذتهم من الترحيل النازي إلى معسكرات الاعتقال والموت. لقيت هيرش حتفها في غيتو ريغا ، عن عمر يناهز 53 أو 54 عامًا.